# Manuel Andreu Tarragó
Manuel Andreu Tarragó   (Barcelona, 1944 - 26 de desembre de 2016) fou un militant obrer i veïnal. Format en la Joventut Obrera Catòlica (JOC), Manuel Andreu ha estat com membre del comitè d'empresa d'Indo, empresa on treballa com a delineant, i ha presidit l'Associació de Veïns del Poblenou en dues ocasions (1994-1998 i 2004), i la Federació de l'Associació de Veïns de Barcelona entre el 1998 i el 2004. És també militant d'Acció Catòlica Obrera- -ACO-CR-.